# Canyon Lake (Antarktika)
Der Canyon Lake ist ein länglicher, unregelmäßig geformter, 1 km langer sowie zwischen 50 und 100 m langer See an der Ingrid-Christensen-Küste des ostantarktischen Prinzessin-Elisabeth-Lands. Er liegt dort in den Vestfoldbergen.
Das Antarctic Names Committee of Australia benannte ihn 1983 so, weil der See über den Cataract Canyon abfließt.